# جبريل كيلاند
جبريل كيلاند (بالنرويجية البوكمول: Gabriel Kielland)‏ هو رسام ومهندس معماري نرويجي، ولد في 6 يوليو 1871، وتوفي في 28 سبتمبر 1960.